# Zhar, Derajnea
Zhar (în ucraineană Згар) este un sat în comuna Hrîșkî din raionul Derajnea, regiunea Hmelnîțkîi, Ucraina.

## Demografie
Componența lingvistică a localității Zhar
     Ucraineană (95,16%)
     Rusă (3,23%)
     Belarusă (1,61%)
Conform recensământului din 2001, majoritatea populației localității Zhar era vorbitoare de ucraineană (95,16%), existând în minoritate și vorbitori de rusă (3,23%) și belarusă (1,61%).